# نهى سامي صبحي
 نهى سامي صبحي محمود عمر أكاديمية مصرية، تعمل مدرسًا في قسم الاقتصاد، بكلية الاقتصاد والعلوم السياسية في جامعة القاهرة. حازت جائزة الدولة التشجيعية عام 2023 في مجال العلوم القانونية والاقتصادية عن فرع عائد الاستثمار في البشر على الاقتصاد القومي.

## الجوائز
- جائزة الدولة التشجيعية عام 2023 عن فرع عائد الاستثمار في البشر على الاقتصاد القومي ببحث عنوانه Multidimensional deprivation in Egypt (الفقر متعدد الأبعاد في مصر).[3][4]